# Нойшефер, Кирстен
Кирстен Нойшефер (в некоторых источниках Нойшафер, африк. Kirsten Neuschäfer; род. 23 июня 1982, Порт-Элизабет) — южноафриканская яхтсменка, первая женщина, выигравшая одиночную кругосветную гонку на яхтах «Золотой глобус».
Нойшефер на протяжении многих лет увлекалась экстремальными одиночными спортивными проектами: так, в возрасте 22 лет она проделала путь из Европы домой в ЮАР на велосипеде, преодолев в одиночку около 15 тысяч километров. С 2015 года Нойшефер участвовала в антарктических экспедициях на яхтах Скипа Новака, кроме того, она занималась доставкой съёмочных групп на отдалённые острова в различных районах мирового океана.
4 сентября 2022 года Нойшефер на одноместной яхте «Миннегага» стартовала в третьей гонке «Золотой глобус», проводящейся по образцу одноимённого состязания 1968—1969 гг., на старых яхтах и без использования современных средств навигации и связи. До этого Нойшефер на протяжении года готовила яхту и тренировалась на Острове Принца Эдуарда в Канаде. Отправившись в путь из французского порта Ле-Сабль-д’Олон, она в соответствии с правилами соревнования обогнула мыс Доброй Надежды, мыс Луин и мыс Горн — крайние южные точки Африки, Австралии и Южной Америки, — не заходя ни в какие порты по дороге. Вернувшись в Ле-Сабль-д’Олон 27 апреля 2023 года, Нойшефер провела в одиночном плавании 235 дней, однако судьи вычли из этого времени 35 часов, затраченные ею на спасение другого участника гонки, Тапио Лехтинена, чья яхта затонула в Индийском океане. В ходе соревнования Нойшефер установила также рекорды лучшей средней скорости за четыре часа, лучшей дистанции за 24 часа и лучшей дистанции за неделю.